# Château des Places
Le château des Places est un ancien château fort situé à Crozant (France).
Il fait l'objet d'une inscription partielle au titre des monuments historiques.

## Localisation
Le château est situé à 1,8 km au sud-ouest de l'église Saint-Étienne sur la commune de Crozant dans le département de la Creuse, en région Nouvelle-Aquitaine.

## Historique
Le fief des Places appartenait au milieu du XVe siècle à la famille de Gondeville. En 1470, il est tenu par Jean Peynot alias de Gondeville, écuyer.
En 1493, Jean de Gondeville reçut, entre autres biens, l'hostel et lieu noble des Places. En 1640, la seigneurie est achetée par Gabriel Henri Foucault, seigneur de Saint-Germain, également acquéreur de la châtellenie de Crozant. C'est à lui et à son fils que l'on doit les travaux de réfection des bâtiments que l'on voit encore. Quand Sylvain de La Marche, seigneur de Puyguillon, devint propriétaire de la seigneurie en 1786, il élabora un projet de château neuf, connu par des archives privées : corps de bâtiment d'un étage carré et un demi-étage en attique, flanqué de deux avant-corps en pavillons. Les pierres préparées pour les travaux furent dérobées au cours des années de la Révolution : restituées, elles auraient été employées pour la construction de la petite habitation moderne,.

## Description
Les vestiges du château des Places consistent en un pavillon en ruines, une chapelle et un colombier sans toit. Le pavillon est en réalité un châtelet à double pont-levis et canonnières de la fin du XVe siècle construit probablement par Jean Peynot, transformée au début du XVIIIe siècle par l'adjonction de deux tourelles circulaires coiffées d'un petit dôme à lanternon. Les fossés ont disparu.
La chapelle Notre-Dame des Places, datée de 1686, est de style classique, ornée d'une porte à fronton sur pilastres et de grandes fenêtres cintrées qui percent la façade nord. Elle porte les armoiries de la famille Foucault de Saint-Germain-Beaupré,.

## Protection
Sont inscrits par arrêté du 17 janvier 1992 :
- la chapelle ;
- le porche ;
- le pigeonnier.

## Le château dans les arts et la culture
Le château a été peint en 1929 par Maurice Utrillo,.